# Mario Pellón Ruíz
Mario Pellón Ruíz (Torrelavega; 30 de octubre de 2003) es un jugador de bolo palma del equipo Peña bolística Torrelavega SIEC de Cantabria, España.

## Reseña biográfica
Juega en la Peña bolística Torrelavega SIEC desde 2021.

## Palmarés
- 2 Copas (1 Copa Cantabria + 1 Copa F.C.B.) (2017,2021)
- 2 Concursos ganados de 1ª Categoría Individual
- 2 Campeonatos Nacionales Sub-23
- 1 Campeonato Regional de Peñas por Parejas de 2ª Categoría
- 1 Campeonato Nacional Individual de 2ª Categoría
- 1 Campeonato Regional Individual de 2ª Categoría
- 1 Campeonato Regional de Peñas por Parejas de 3ª Categoría
- 1 Campeonato Nacional Individual de 3ª Categoría
- 1 Campeonato Regional Individual de 3ª Categoría
- 2 Campeonatos Nacionales Individuales de Categoría Juvenil
- 1 Campeonato Regional Individual de Categoría Juvenil
- 1 Campeonato Nacional Individual de Categoría Cadete
- 2 Ligas Infantil (2016-2017)
- 1 Liga Cadete (2019)
- Récord Cpto. Regional 3ª categoría = 666 (Barrio Arriba, 2019)
- Récord Cpto. Regiona Juvenil = 704 (Cueto, 2020)